# Estação Serpukhovskaia
Serpukhovskaia (em russo:  Серпуховская) é uma das estações da linha Serpukhovsko-Timiriasevskaia (Linha 9) do Metro de Moscovo, na Rússia. Estação «Serpukhovskaia» está localizada entre as estações «Tulhskaia» e «Polianka».